# Övre-Aholmen
Övre-Aholmen is een onbewoond cirkelvormig eiland in de Zweedse Kalixrivier.De rivier stroomt hier door het Morjärvträsket. Het eiland heeft geen oeververbinding; het ligt midden in het meer / rivier. Het heeft een oppervlakte van nog geen hectare.